# Reserva natural del Lago de las Siete Islas
La Reserva Natural del Lago de las Siete Islas (en polaco: Rezerwat przyrody Jezioro Siedmiu Wysp) es una reserva natural establicida en 1956 alrededor del lago Oświn en el noreste de Polonia, cerca de la frontera con el óÓblast de Kaliningrado en Rusia. La reserva se encuentra en el voivodato de Varmia y Masuria, en la gmina de Węgorzewo (parte del condado de Węgorzewo).
La zona es una importante área de cría de aves acuáticas, y se encuentra acogida al Convenio de Ramsar (es parte de la Lista Ramsar de humedales de importancia internacional) y de la Red Natura 2000. La reserva ocupa un área de aproximadamente 10 km², los cuales se reparte entre 3.5 km³ de agua, 6 km² de marismas y 0.5 km² de bosques.